# Западнонилска треска
Западнонилска треска (на латински: Encephalitis Nili occidentalis; на английски: West Nile fever) е трансмисивно заболяване при хора и животни (зооноза), причинявано от вирус от семейство Flaviviridae. То е арбовирусна инфекция, тясно свързана със заболяванията жълта треска, енцефалита Сейнт Луис, денге и други, чиито вектори са комарите и клинично се демонстрират с енцефалит.
До средата на 20 век западнонилската треска се е срещала единствено в тропичните и субтропичните области на Африка и Азия. В последните години обаче тя активно разширява областите си на обхват. През 1999 г. е регистрирана за пръв път и на американския континент. Роля за това разпространение изиграва антропогенният фактор, като дори една от теориите за това се базира и на биотероризъм от страна на режима в Ирак.
Вектори на заболяването са комари от род Culex. Боледуват основно птици, но също така и хора, коне, кучета, котки, прилепи, скунксове, катерици, алигатори. Заразяват се след ухапване от комар и доста по-рядко от кърлеж. Заболяването протича с признаци инфлуенца – треска, слузести изтечения от носа, възпаления на лигавиците. При по-тежките случаи се наблюдава възпаление на мозъка (енцефалит). Смъртността при хората е ниска и в повечето случаи заболяването протича безсимптомно – 80% преболедуват без да показват клинична изява, а смъртността е в рамките на 10% от боледуващите с проявени клинични признаци. Резервоари на вируса са предимно птици и много по-рядко коне. При тях стадият на виремия е по-дълъг и позволява заразяване на нови вектори.

## Етиология
((en)) Схематични изображения на вируси вкл. и на причинителя на Западнонилската треска
Вирусът, причиняващ западнонилска треска, е от семейство Flaviviridae (на латински: flavus – жълт). Представители на това семейство са вирусите, причиняващи денге, жълта треска, енцефалита Сейнт Луис, няколко вида енцефалити при конете. Той е със сферична форма с диаметър от 50 nm, изграден от едноверижна РНК, която притежава свойства на информационна РНК (+ верига). Протеиновата му обвивка има характерно разположение на белтъчните молекули. Те са разположени две по две една срещу друга, подобно на цифрите в „69“. Вирусът много наподобява на причинителя на денге, но повърхностните белтъци на капсулата му са подредени по уникален начин. Близкото родство на вирусите се обяснява и с родовоспецифичните комплементсвързващи и аглутиниращи антигени. Под мембраната лежи нуклеокапсид, който съдържа генетичен материал.

## Исторически сведения за заболяването
Филогенетичното проучване на вируса сочи, че се е обособил като отделен вид преди повече от 1000 години. Той е сочен и като една от възможните причини за ранната смърт на Александър Македонски. Твърдението се базира на описаните признаци, подобни на инфлуенца, преди той да умре.
Според американските изследователи – епидемиолога Джон Мар и микробиолога Чарлз Калишър, Александър Велики не е жертва на отравяне, малария или коремен тиф, а на западнонилска треска. Те базират своята хипотеза на един нов прочит на историята, написана от гръцкия автор Плутарх, и други антични историци, описващи смъртта на младия владетел. Основните теории сочат като причина за смъртта му отравяне или някое от многото инфекциозни заболявания, които по това време са обичайни за района на Месопотамия. Две седмици след завръщането му във Вавилон се появяват и първите признаци на загадъчна болест. Те включват изтощение в комбинация с треска, обща нарастваща слабост и енцефалопатия. Агонията на владетеля продължава около две седмици и накрая заболяването отнема живота му. В произведението си „Успоредни животописи“ Плутарх пише за Александър Македонски :
| „ | ... когато Александър наближи стените на града, видя няколко гарвана, които се биеха настървено и няколко паднаха в нозете му... | “ |

Според изследователите сцената в този текст остава дълго време незабелязана и неразгадана. Тя странно напомня на многобройните смъртни случаи при птици, наблюдавани през 1999 г. в зоопарка в Бронкс и дивата природа. Преди появата на първите случаи на западнонилска треска при хората в Ню Йорк е наблюдавана масова смъртност сред враните и много други видове птици. Птиците буквално падат мъртви от небето. Районът на Месопотамия (днешен Ирак) в наши дни редовно е наводняван от водите на реките Тигър и Ефрат и заблатените територии създават подходящи условия за възпроизводството на комарите от род Culex. Още повече районът на Ирак и целият Близък изток е стационарен по отношение на заболяването западнонилска треска.
За пръв път вирусът е изолиран през 1937 година при болна жена с висока температура. Това се случва в бившата провинция Западен Нил на Уганда при изследване на заболяването жълта треска. При следващи проучвания се установяват антитела у хора от екваториална и средиземноморска Африка, Индия и Израел. В Египет например е установено, че в около 90% от населението над 40-годишна възраст се откриват антитела срещу вируса. През 1960 година той е описан и в инфекции при коне в Египет и Франция и за кратко време западнонилската треска се разпространява в Южна Европа, Югозападна Азия и Австралия. Изследванията показват, че вирусът е широко разпространен и в южните части на бившия Съветски съюз – средноазиатските републики, Кавказ, в делтата на река Волга и в Бесарабия, в близост до делтата на Дунав.
За първи път в Европа заболяването е регистрирано в Албания през 1958 година при двама граждани на страната. Вирусът обаче е изолиран едва през 1963 година от комар, изследван в делтата на река Рона и при хора и кърлежи от вида Hyalomma marginatum в делтата на река Волга. По-късно е открит и в Португалия, Словакия, Унгария, Чехия, Молдавия, Румъния и Италия.
В България вирусът е открит през 60-те години на 20 век в комари от района на езерото Сребърна и Бургаското езеро. За същия период заболяване е регистрирано и при хора (3 случая), прелетни птици (2 случая) и домашни животни (1 случай). Случай на западнонилска треска е регистриран в инфекциозно отделение на МБАЛ Шумен през август 2002 година. Човекът е починал от енцефалит и вероятно се е заразил при скорошно пребиваване в Румъния. В края на 2010 г. са открити серологично положителни проби от пет магарета в Шабла и три коня в Старо Оряхово. Еквидите са прекарали субклинична инфекция. В районите, от където са взети пробите, няма данни за повишена смъртност на еднокопитни бозайници и птици. Няколко години по-късно, през 2015 г., са регистрирани три случая на заболяването при хора като последният от тях е вероятно първият случай на заразен пациент, ухапан от комар в България.
Първата поява на западнонилска треска в Западното полукълбо е регистрирана през 1999 година. Първите предвестници за това са намерени умрели врани в района на зоопарка в Бронкс. Няколко седмици след това са покосени и първите хора. Наблюдавани са енцефалити при хора, кучета, котки, коне и др. Огнището в Съединените щати започва в агломерацията около Ню Йорк, включително Ню Джърси и Кънектикът. Смята се, че вирусът прониква в страната посредством заразена птица или комар, въпреки че това предположение не е доказано със сигурност. Американският щам „NY99“ е много подобен на този, намерен при изследване на мозък от мъртва гъска в Израел през 1998 година. След възникване на първите случаи в Северна Америка заболяването е регистрирано вече и в почти всички щати на САЩ, Канада, Мексико, Карибския басейн и Централна Америка. Установено е, че заболяването при хора и коне е предшествано и съпътствано от повишена смъртност при птиците. Изследванията сочат, че двата щама – американски и израелски, са високопатогенни за птиците. Поради тази причина повишената смъртност при птици в даден район и особено при враните може да служи като индикатор за поява на заболяването.

## Разпространение
Инфекцията е регистрирана в Африка, Европа, Близкия изток, Централна Азия, Океания (субтип Кунжин), а напоследък се разпространява с бързи темпове и в Северна Америка.
Последни огнища на западнонилска треска при хората са регистрирани в Алжир (1994 г.), Румъния (1996 и 1997 г.), Чехия (1997 г.), Демократична република Конго (1998 г.), Русия (1999 г.), Съединените щати и Канада (от 1999 г. и продължава) и Израел (2000 г.). Най-големият бум на разпространение на епидемията в Африка е регистриран в Капската провинция на Република Южна Африка през 1974 г., където заболяват около 3000 души.
Епизоотични взривове по конете са регистрирани в Мароко (1996 г.), Италия (1998 г.), Съединените щати (1999 и 2001 г.) и Франция (2000 г.). През 2003 г. западнонилската треска поразява и коне в Мексико.
През 2002 г. болестта е регистрирана при животни в САЩ в 44 щата и във Федерален окръг Колумбия. Най-висок е процентът на смъртните случаи в Илинойс, Луизиана, Мичиган и Охайо. През 2003 г. властите в 45 щата и Федерален окръг Колумбия са докладвали заболяване при хората.

### Някои от последните по-големи огнища при хората
| Първият случай на заболяване в Зоопарка в Бронкс 0000 |
| ----------------------------------------------------- |

- В САЩ

Случаи на заболяване в периода 1999 – 2007 г.:
| Година | Брой заболели | От тях починали | % на смъртност от регистрираните случаи |
| ------ | ------------- | --------------- | --------------------------------------- |
| 1999   | 62            | 7               | 11%                                     |
| 2000   | 21            | 2               | 10%                                     |
| 2001   | 66            | 9               | 14%                                     |
| 2002   | 4156          | 284             | 7%                                      |
| 2003   | 9862          | 264             | 3%                                      |
| 2004   | 2539          | 100             | 4%                                      |
| 2005   | 3000          | 119             | 4%                                      |
| 2006   | 4269          | 177             | 4%                                      |
| 2007   | 3623          | 124             | 3%                                      |
| 2008   | 1356          | 44              | 3%                                      |
| 2009   | 720           | 32              | 4%                                      |
| 2010   | 1021          | 57              | 6%                                      |
| 2011   | 712           | 43              | 6%                                      |
| 2012   | 5674          | 286             | 5%                                      |
| 2013   | 301           |                 |                                         |

В Северна Америка заболяването е регистрирано за първи път през 1999 г. Предполага се, че то е влязло в САЩ чрез заразена птица или комар. Болестта бързо се разпространява сред птиците в САЩ, а комарите, които изпълняват ролята на вектор на заболяването, посредством ухапванията си на болни птици прехвърлят заболяването и върху бозайници. Повечето от заразените бозайници са коне, макар че е регистрирано и при редица други видове. Първите случаи на заболели хора са документирани около три седмици след първите случаи на болни птици.
- В Канада. През 1999 г. умира първата жертва на западнонилска треска. През 2002 г. здравните власти докладват 416 случая на заболели, като 10 от болните починали. През 2003 г. заболелите са 1494, с 14 смъртни случая. Случаите от тази година са регистрирани в провинциите Нова Скотия, Квебек, Онтарио, Манитоба, Саскачеван, Алберта, Британска Колумбия и Юкон. През 2004 г. случаите са само 26 с двама починали. През 2005 г. пак е наблюдаван връх с 239 заболели и 12 смъртни случая. До края на октомври 2006 година са заболели 127, но без смъртни случаи. През същата година е регистрирано и безсимптомно протичане след изследване на кръвта при кръводарител. През 2007 г. заболяват 445 жители на Манитоба, като двама от тях умират.[19], Саскачеван съобщава за 826 случая на западнонилска треска плюс три смъртни случая[20]
- В Русия. Епидемия от западнонилска треска възниква през 1999 г. във Волгоградска и Астраханска област и Краснодарски край. Изследванията на руските специалисти показват, че вирусът поразява не само клетки на нервната система, но и бъбреците, белия дроб и миокарда на сърцето.
- В Израел През 2000 г. в страната са заболели 417 души, 326 са хоспитализирани, а 33 души умират. Най-важните клинични прояви на заболяването са енцефалит (57,9%), треска (24,4%) и менингит (15,9%).[21]
- В Румъния В периода 1996 – 1997 г. в страната са регистрирани около 500 случая със смъртност около 10%. На 29 декември 2010 г. са открити случаи на заболели 5 коня в селата Есна и Полизещи, Окръг Браила и един кон от село Нунтаси, Окръг Констанца.[22] Това е потвърждение, че вирусът на западнонилската треска придобива природна огнищност в района на делтата на река Дунав.
- В Гърция В началото на август 2010 г. се появяват сведения за три смъртни случая на граждани в северната част на Гърция. Здравните власти сочат, че причина за това е заболяването Западнонилска треска.[23] Според гръцкото здравно министерство 16 са потвърдените случаи на заразени, като трима от тях умират с признаци на менингоенцефалит. Двама от тях са жена и мъж на възраст съответно 75 и 79 години. И двамата умират от усложнение на съпътстващи заболявания.[24][25] На 13 август потвърдените случаи са вече 32. Същевременно съмненията за същото заболяване при болна жена в кома от Благоевград отпадат.[26] Към края на месеца заболелите са 114 души, като девет от случаите са с летален край. Всички живеят в района на гръцката област Централна Македония в селища, намиращи се северозападно от град Солун.[27] Към 10 септември 2010 са открити 207 заразени с вируса, а 22 от тях умират.[28] През следващите години заболяването спорадично е регистрирано в различни части на страната[29].
- В Сърбия През лятото на 2013 г. западнонилската треска е регистрирана при хора в Сърбия. Заболели са над 100 души, като десет от тях умират. Болшинството от регистрираните случаи на заболяване е при хора от Белград. Сред починалите повечето са хора над 50-годишна възраст с отслабен от други съпътстващи заболявания имунитет[30].

## Епизоотология

### Резервоар и вектор на заболяването
Резервоар на вируса са птиците. Комарите могат да бъдат заразени при ухапване на заразена птица, посредством поглъщане на вируси, циркулиращи в нейната кръв. Така те се превръщат в носители (вектори) и разпространители на вируса от заразени птици към здрави птици и други видове гръбначни животни. При поглъщане на вируси, чрез кръвта те се придвижват към слюнчените жлези на комара. Това се извършва в рамките на 5 – 14 дена и така комарът е способен да зарази нови животни, от които пие кръв. Намирането на мъртви врани е признак на възникване на инфекция в района. Този факт е заложен в някои от програмите за превенция и наблюдение на вируса. Комарите са главните вектори на вируса на западнонилската треска. Към месец юни 2005 г. той е изолиран в около 60 вида, предимно от род Culex.
В Африка и Близкия изток основен вектор е Culex univittatus. Видовете Culex poicilipes, Culex neavei, Culex decens, Aedes albocephalus и Mimomyia splendens играят важна роля в някои области.
В Европа основните вектори на западнонилска треска са Culex pipiens, Culex modestus и Coquillettidia richiardii.
Вектори в Азия са Culex quinquefasciatus, Culex tritaeniorhynchus, и Culex vishnui.
Допълнителен анализ на комарите сочи, че 80% от риска за заразяване със западнонилска треска се дължи на два вида – Culex pipiens и Culex restuans. Тези комари живеят в близост до хората, които създават условия, благоприятни за тяхното размножаване – застояли води от канализация, канавки, вода в автомобилни гуми, улуци, локви и други.
Установено е и предаване на вируса посредством яйцата в новото поколение комари (трансовариално предаване) при видовете Culex tritaeniorhynchus, Aedes aegypti и Aedes albopictus. Инфекцията се развива основно във влажни райони – там където се размножават комарите и летуват или зимуват птиците.
Неотдавна е изследван потенциалът на слюнката на комара и възможността ѝ да повлияе върху хода на заболяването. Комарите впръскват богата с вируси слюнка в кожата, докато достигне до кръвта. Слюнката на комара представлява фармакологичен коктейл от молекули, главно протеини, които могат да повлияят на свиването на малките кръвоносни съдове, кръвосъсирването, тромбоцитната агрегация, възпалението и имунитета. Става ясно, че слюнката на комара променя имунния отговор по начин, който може да бъде изгоден за вируса. Не е известно каква полза има комарът, като подпомага вируса, но се предполага, че той най-вероятно експлоатира качествата на слюнката.
Нерядко вирусът е изолиран и от различни видове кърлежи в Африка и Азия като Ornithodorus savignyi, Ornithodorus moubata, Ornithodorus maritimus, Ornithodorus erraticus, Rhipicephalus sanguineus, Rhipicephalus rossicus, Dermacentor reticulatus и Haemaphysalis leachii. Тяхната роля, като вектор на вируса е второстепенна. Те не се считат за вектори в Съединените щати. Кърлежите обаче служат за вектори в огнища в страни и райони с по-сух и горещ климат. Макар че не са докладвани случаи при други видове, теоретично е възможно и други кръвосмучещи членестоноги да се превърнат в носители на вируса.
Лабораторно е доказано, че хищните животни могат да се заразят при консумация на месо от болни животни. Такъв начин на предаване е доказан при домашни котки, консумирали заразени мишки. Вероятно по подобен начин са се заразили и алигатори, отглеждани във ферма в Джорджия и хранени с месо от болни коне Учените предполагат, че посредством репродуктивната си система птиците отделят вируса в яйцата, като по този начин заразяват и новоизлюпените пилета.

### Възприемчивост
Някои видове птици са по-податливи на вируса, отколкото други. Такива, например, са представителите на семейство вранови. Установено е, че в САЩ боледуват над 280 вида птици включително пингвини, щрауси и много видове грабливи птици. При птиците е характерна продължителната виремия, която благоприятства заразяването на векторите, пренасящи вируса. Инфекцията при бозайниците е по-скоро инцидентна в резултат на циркулацията на вируса при птиците. Причината за това е, че фазата на виремия е кратка и вирусът бързо изчезва от кръвния ток.
Доста по-рядко вирусът на западнонилската треска е изолиран при различни видове гризачи, зайцевидни, камили, говеда, коне, кучета, галаго, хора. Така например в Северна Америка е установено, че боледуват 30 вида бозайници (при 280 вида птици), включително човека и домашните бозайници, а така също и по-екзотични животни като тюлени и северни елени. От епизоотична гледна точка ролята на бозайниците е второстепенна в поддържането на цикъла. Единствено конете и лемурите имат умерена виремия и най-вероятно изпълняват известна роля в поддържането на инфекцията. Голямата водна жаба (Rana ridibunda) също може да бъде гостоприемник на вируса, както и да го отдава на векторите от вида Culex pipiens.
В САЩ е констатирано и заболяване при крокодили и алигатори, отглеждани във ферми.
За всички хора, живеещи в ендемични зони, има риск от заразяване с вируса. За лицата на възраст над 50 години и тези с нарушена имунна система има най-голям риск от заразяване, тежко протичане на болестта и смърт. Не са документирани доказателства за опасност от аборт при бременни жени заболели от западнонилска треска. Установена е и генетична предразположеност за повишена чувствителност към заболяването. Мутация на гена „CCR5“ дава известна защита срещу ХИВ, но води до по-сериозни усложнения при наличие на западнонилска треска. Носителите на тази мутация са около 4 – 4,5% от заболелите. На фона на човешката популация обаче те представляват само 1%.
В Египет и Уганда, където вирусната треска е открита за първи път, е установено, че хората с напредване на възрастта постепенно изграждат естествен имунитет срещу вируса. Въпреки този факт очакванията на здравните власти в САЩ за подобно развитие и там все още не се оправдават.

### Сезонност
Пикови месеци за летежа на комарите в Централна Европа са от май до септември. В южния климат, характеризиращ се с високи температури, западнонилската треска може да се появи през цялата година. Европейските вектори са активни главно по време на тъмната част на денонощието, оставайки неактивни през деня. Мигриращите птици са основен инструмент в разпространението на вируса в умерените области на Евразия по време на пролетната си миграция.
В Европа вирусът на западнонилската треска се ограничава в два основни вида цикли и екосистеми:
- силватичен (див) цикъл – обикновено възниква във влажните зони, богати с вектори и множество видове прелетни птици.
- синантропен (градски) – заразяват се домашните птици и комарите от видовете Culex pipiens и Culex modestus.

Основният начин на циркулация на вируса е чрез силватичната форма, но огнището в Румъния през 1996 – 1997 г. е от синантропен тип.

## Епидемиология
Поради бързопреходната виремия заразяването от човек на човек посредством ухапване от комар, макар и теоретично да е възможно, на практика не се осъществява. Подобно е и при всички останали бозайници.
През последните няколко години са описани няколко случая на заразяване от човек на човек чрез кръвопреливане или трансплантация на органи. Описано е и заразяване на новородено бебе от инфектирана майка при кърмене или трансплацентарно по време на бременността. Детето се е заразило от млякото, консумирано от майката През 2003 г. двамата мъже са инфектирани след трансплантация на стволови клетки. Описани са и случаи на заразяване на микробиолози, работещи със заразени трупове, а също и на работник в Айдахо, заразен от мъртви алигатори.
При проучване, проведено в Румъния, е установено, че само един на всеки 325 лица, изложени на болестта чрез ухапване от заразени комари, действително развива клинични симптоми. Това показва, че голям брой от инфекциите протичат субклинично

## Патогенеза
Съществуват три основни варианта на разпространение на вируса в организма при различните видове животни. При първия от тях вирусът не успява да нахлуе в тъканите на организма. Това се дължи на факта, че капсулните частици не могат да се свържат с мембраните на клетките и така не могат да ги поразят и същевременно да се намножат. При останалите два варианта вирусът прониква в клетките на поразените тъкани и се намножава в тях. Отделят се големи количества новорепликирани вируси, които започват да циркулират в кръвта. Този процес се нарича виремия и обикновено се демонстрира с повишаване на температурата. Тук вариантите са два: Нивото на вирусите в кръвта бързо спада и при кръвосмучене от комари той не попада в тях, като се прекъсва веригата на заболяването. В такива видове животни разпространението на вируса достига до „задънена улица“. При втория вариант се наблюдава продължителна циркулация на вируса в кръвта, комарите и кърлежите го поемат при кръвосмучене и са способни да го разпространят в други видове при следващи ухапвания. Такива животни служат като естествени резервоари на вируса в природата.
При лабораторни изследвания с папагалчета и японски пъдпъдъци е установено, че вирус в кръвта не се появява, т.е. липсва стадий на виремия. При други видове птици обаче стадий на виремия има, но след известно време организмът успява да изгради антитела и така да снижи много бързо нивото на вируса в кръвта. Обикновено виремията продължава в рамките на 0 – 8 дни, като при повечето видове птици тя е 6 – 7 дена. Голяма част от видовете птици не успяват да изградят антитела, чрез които да противодействат на вируса. Така те бързо се изтощават и умират – обикновено в рамките на 24 часа. Типичен пример за това е американската врана, която е особено чувствителен на заболяването вид. Изследванията сочат, че от 40 заразени птици едва една от тях оцелява.
При различните видове вирусът има различна локализация в тъканите. Въпреки това при почти всички той се открива в нервната тъкан. При някои птици и бозайници, включително хора и коне, той се локализира предимно в централната нервна система. Това води до възпаление както на главния, така и на гръбначния мозък. При други видове (врани, екзотични птици и др.) вирусът поразява всички основни органи и системи.
При алигаторите, заразени във ферми се установява, че смъртта им е породена от продължителното изтощаване от вируса, в резултат на което са възникнали вторични бактериални инфекции. В случая те са пряката причина за смъртта.

## Клинични признаци

### При птиците
Много видове птици са резистентни на болестта. Голяма част от тях обаче са възприемчиви като един от най-възприемчивите видове е американската врана.

#### При хищните птици
- Първа фаза – симптоми на депресия, липса на апетит с последваща загуба на тегло, сънливост, скубане на маховите пера, повишено ниво на белите кръвни телца. На този етап от заболяването може да настъпи оздравяване.
- Втора фаза – симптомите от първа фаза продължават и допълнително се появяват признаци на тремор, зеленикави изпражнения показващи възпаление на черния дроб, слепота, атаксия и слабост в краката. Някои индивиди могат да оцелеят, но с помощта на много грижи. Друга част от тях преминава в:
- Трета фаза – симптомите на гърчове и тремор са по-тежки и накрая завършват със смърт.

#### При прелетни птици
Дивите птици се превръщат в идеален резервоар на болестта. Още повече те могат да пренасят вируса при своите миграции. Признаците не са специфични, а общи. Включват неврологични нарушения и измършавяване, енцефалит, нефрит, миокардит и доста често внезапна смърт без поява на клинични признаци.

#### При домашни птици
Кокошките не боледуват с проява на клинични признаци. Патиците и гълъбите обаче развиват симптоми, подобни на тези, наблюдавани при дивите птици.

### При бозайници
Инкубационният период при хората е в рамките на 3 – 14 дни, но обикновено продължава 3 – 6 дена. Сред бозайниците инфекцията включва висока температура, равнодушие, залитане, липса на координация, атаксия, частична парализа и смърт. Обикновено конете боледуват в по-тежка форма на болестта, но без температура.
Признаците при овцете, боледуващи от западнонилска треска, са висока температура, аборт при бременни овце и по-рядко енцефалит. За разлика от тях инфекцията се проявява безсимптомно при свине и кучета. Зайците, белите плъхове и морски свинчета са резистентни към вируса на Западнонилската инфекция, но лабораторните мишки и сирийските хамстери са подчертано чувствителни. Те често заболяват с признаци на енцефалит завършващ фатално. Признаците при лабораторното заразяване на маймуни се изразяват в треска, атаксия, изтощение и по-рядко енцефалит, треперене на крайниците, парези или парализи. Инфекцията може да доведе до фатален изход, но преат продължителен имунитет. Съществуват единични сведения за клинична проява и последващ смъртен случай от енцефалит, предизвикан от вируса на западнонилската треска. През септември 2002 г. възрастно куче в Илинойс умира от западнонилска треска. Кучето вероятно е било с потисната имунна система. Вирусът на западнонилската треска е изолиран през 1999 г. при изследване на проба от скитащо коте в Ню Джърси, а през 2000 г. при две котки в Ню Йорк. И трите котки са били тежко болни и са умрели. Тъй като заболяването, предизвикано от вируса на западнонилската треска, се среща доста рядко при домашните любимци, то те се преглеждат за други, по-често срещани заболявания, характерни за съответните видове, включително бяс.

#### При коне
Заболяването при конете се нарича още близкоизточен конски енцефалит. За пръв път е наблюдавано през 1962 – 1965 г. в Египет и южна Франция и се характеризира с висок процент на смъртност. Признаците при конете са характерни за неврологично заболяване. Включват загуба на апетит, депресия, препънат вървеж, мускулни спазми, частична парализа, нарушено зрение, гърчове и невъзможност за преглъщане. Слабост обикновено в задните крайници, често последвана от парализа. Накрая настъпва кома и завършва със смърт. Треската не е характерна за конете. Тя не се проявява при всички заболели индивиди.

#### При хората
При хората клиничните признаци не са показателни.
- Приблизително 80% от заразените хора не показват никакви симптоми.
- На всеки пет души, заразени със западнонилска треска, един е с леко заболяване, обикновено с продължителност от три до шест дни. В повечето случаи има само лека инфекция с грипоподобни прояви.
- При по-тежки инфекции има главоболие, висока температура, скованост на врата, ступор, дезориентация, кома, тремори, гърчове мускулна слабост и парализи. При някои хора, особено възрастните, причинителят на западнонилската треска предизвиква асептичен менингит и енцефалит, които често са фатални. Смята се, че едно на 150 лица, заразени с вируса на западнонилската треска, развива по-тежка форма на болестта. Симптомите на тежко заболяване може да продължат няколко седмици, въпреки че неврологични последици могат да останат цял живот.
- Менингит или енцефалит се развива при около един на 50 души, заразени с болестта – по-често при тези над 50-годишна възраст.

Леката форма на заболяване включва повишаване на температурата, главоболие и болки в тялото, често с кожен обрив и подути лимфни възли, възпалено гърло, болки в кръста, умора, конюнктивит, липса на апетит, гадене, коремни болки, диария и респираторни симптоми. При около 15% от случаите се проявява остър асептичен менингит или енцефалит проявяващи се клинично със скованост, повръщане, обърканост, нарушено съзнание, сънливост, тремор на крайниците, абнормни рефлекси, конвулсии, парези и кома. Черният дроб е възпален (хепатит) и заедно с далака се увеличават по размер (хепатоспленомегалия). Развива се и възпаление на панкреаса (панкреатит) и мускула на сърцето (миокардит). При по-тежките случаи е възможно пълно възстановяване по-бързо при децата и по-бавно при възрастните, често пъти придружени от продължителна слабост. Повечето смъртни случаи са били регистрирани при пациенти на възраст над 50 години.
Боледуването от западнонилска треска може да послужи като отключващ фактор за развитие на Синдрома на Гилен-Баре.

## Патологоанатомични изменения
- При птици и бозайници – увреждане на сърцето, далака, панкреаса, червата, белите дробове, бъбреците и мозъка с мозъчен кръвоизлив[86].
- При алигаторите – увреждане на черния дроб, далака, бъбреците, мозъка, както и някои части на храносмилателната и дихателната системи.

## Диагноза
За наличието на вируса на западнонилската треска се вземат проби от околната среда, чрез залагане на ловилки за комари, кръвни проби от птици, лабораторно изследване на мозъчна тъкан (проби от главен и продълговат мозък) от намерени умрели птици и други гръбначни животни. При изследване на кръвни серуми пробата се изследва за наличие на антитела, чрез методите имунохистохимия или ELISA. Вирусологичното изследване включва изолиране и култивиране на вируса, а така също и залагане на биологична проба при опитни животни.
В диференциалнодиагностично отношение трябва да се вземат предвид заболявания проявяващи се с нервни признаци като бяс, бабезиоза, ботулизъм, различни видове отравяния и всички видове инфекции причинявани от Арбовируси.

## Лечение
Все още няма лекарство, което да лекува пряко вирусната инфекция. Едно от изследванията включва използване на генно произведени антитела имитиращи антителата образувани от преболедували хора и придобили имунитет. Лабораторните резултати с подобен тип антитела показват пълно оздравяване при опитните мишки.
Повечето хора се възстановяват напълно от болестта. При по-тежки случаи е наложителна интензивна поддържаща терапия с често включваща хоспитализация, интравенозни вливания на течности, управление на дихателните пътища, предотвратяване на вторични инфекции (пневмония, пикочните пътища и др.).

## Профилактика и борба
((en)) Практически насоки за предпазване от комарите
 ((en)) Западнонилска треска и профилактика
В България въпреки единичните случаи на боледуващи хора и животни и доказването на наличието на вируса при комари все още няма разработена програма за предпазване и контрол на заболяването в страната. Единствено в Държавната профилактична програма, която ежегодно се одобрява от министъра на земеделието и храните, то е заложено в т. 2.2.3.11.3. Мерките за контрол и превенция от това заболяване са включени в листа от редица други инфекциозни заболявания, за които вземането и изследването на кръвни проби за серологично изследване при съмнение се заплаща от Държавния бюджет на страната.
Много важно е страните в които съществува заболяването и застрашените страни да имат изработени програми за контрол и превенция на заболяването. Важен момент в тях е хората да бъдат насърчавани да докладват случаи на умрели птици.
Макар че все още не е напълно ясно дали хората могат да се заразяват при допир с мъртви или консумация на болни птици и бозайници, е редно да се вземат превантивни мерки. Такива са ползването на лични предпазни средства при работа с трупове. Ловците да ползват също ръкавици при дране и разфасоване на труповете. След употреба инструментите трябва да се дезинфекцират с 5 – 10% разтвор на домакинска белина.
Възможността вируса да се предаде посредством преливане на кръв налага въвеждането на задължителен скрининг на донорска кръв в засегнати от заболяването страни и райони. Превенцията включва дори и отлагане на кръводаряването от донори пребивавали в стационарни за заболяването райони или райони с нови огнища. С Директива 2004/33 на ЕС Общността е регламентирала донорството на кръв от потенциално заразени лица. Съгласно текста инфекциозното заболяване е включено към „Критерии за временно отхвърляне на алогенни дарения“, при което не се допуска донорство от лица, пребивавали и напуснали район с продължаващо пренасяне по хора на болестта западнонилска треска.

### Ваксина
Постигнат е известен напредък в разработването на ваксини, но въпреки това все още ваксина за предпазване на хората от вируса не е разработена. Англо-американската компания „Acambis“ е в процес на разработка на ваксина за хората като изпитването вече и преминало през няколко успешни фази. Технологията се основава на разработената и доста ефективна ваксина против жълта треска, в която генът, кодиращ обвивката на вируса на жълтата треска, ще бъде заменен с гена, кодиращ обвивката на вируса на западнонилската треска.
За профилактика при конете се произвежда инактивирана ваксина. Еднократното ѝ приложение обаче не предизвиква изграждане на стабилен имунитет. За тази цел са необходими двукратни ваксинации по 1 ml през три до шест седмици и поставяне на ежегодна бустер доза. Въпреки че има известни данни за постигнати успехи и при други бозайници, фирмата производител не препоръчва прилагане на ваксината върху видове различни от домашни еднокопитни животни.

### Предпазване от комарите
Избягването на ухапванията от комарите е най-лесният начин от предпазване от заболяването.
- Да се минимизира времето на открито в зори и здрач, когато комарите са най-активни. При разходки на открито да се носят дрехи с дълъг ръкав и дълги панталони.
- Използване на репеленти за кожата и облекло (като масло от лимон и евкалипт за кожата и перметрин за дрехите).[99]

### Борба с комарите
Борбата с комарите се извършва с химични средства и механични действия намаляващи местата за тяхното възпроизводство. Особено внимание се отделя на унищожаването на техните личинки. Най-известните химични методи на борба са аерозолните препарати, но те унищожават само възрастните комари имали досег с аерозолните капки. След няколко часа обработваната среда отново може да се контаминира с нови жизнеспособни комари. Препоръчва се двукратно пръскане с ларвицидни препарати през лятото през месеците юни и юли на възможните за развъждане на личинките места. Застоялата вода благоприятства развъждането на комарите. Дори в една малка кофа с вода за около една седмица могат да се развъдят около хиляда комара. Поради тази причина е нужно да се спазват няколко основни правила с цел ограничаване на популацията и така възможността от ухапвания:
- Да се почистват битовите отпадъци в близост до домовете. Пластмасовите опаковки, кутийки и други съдове задържат вода и благоприятстват размножаването на комарите.
- Редовно да се почистват канавки и местата около канализацията от плевели и боклуци пречещи на свободното оттичане на водата.
- Автомобилните гуми трябва да се изхвърлят на подходящи места.
- Контейнерите редовно да се събират от органите по чистотата. На дъното си те задържат много течности подходящи за комарите.
- Редовно да се почистват олуците на жилищата от листа и попаднали в тях отпадъци.
- Да не се оставят на открито съдове пълни с вода дълго време.

## Други

### Западнонилската треска като биологично оръжие
Заради сравнително лесния и бърз начин на разпространение, западнонилската треска е една от болестите, разработвана като биологично оръжие. За пренасянето ѝ не са необходими специални устройства и ракети. Има данни, че през 80-те години САЩ са изпратили на Ирак щамове на болестта, заедно с други заболявания. Една от хипотезите за зачестилите случаи на западнонилска треска е именно употребата му срещу САЩ от иракските военни преди войната от 2003. По думите на иракски беглец съгласно заповед от април 1999 г. на бившия диктатор Саддам Хюсеин, Ирак разработва вируса като биологично оръжие на базата на щам „SV 1417“. Американският сенатор Патрик Лиъхи от Върмонт също изразява предположението, че бумът на заболели от Западнонилска треска хора в САЩ може да се дължи на биотероризъм.

### Западнонилската треска и глобалното затопляне
Според доклад на Обществото за опазване на дивата природа (Wildlife Conservation Society), глобалното затопляне е една от предпоставките за бързото разпространение на някои заболявания, които са класифицирани като „екзотични“ или „тропически“. В доклада организацията включва дванадесет особено опасни зоонози, които могат да се разпространят сериозно по цял свят успоредно с хода на климатичните промени. В списъка на тези заболявания заедно с Ебола, Треска от долината Рифт, Птичи грип е включена и Западнонилската треска. Причина за това е, че характерното само за района на Африка и Близкия изток заболяване се разпространява в райони с по-студен климат, каквито са Канада и САЩ.
Глобалното затопляне обаче не е основната причина за масовото разпространение на заболявания на места, в които те са били напълно непознати. Причина за това основно играе антропогенният фактор. Днес хората се придвижват до различните краища на света в рамките на няколко часа. Това се отнася и за превоза на стоки и товари. Заедно с тях обаче се придвижват и растителни и животински видове до всички краища на планетата. Така се създава предпоставка не само от пренасяне на заразни агенти, но и до интродуциране на видове нехарактерни за местните популации. Подобно е и положението с внасянето в Европа на един от векторите на Западнонилската треска тигровия комар.